# Brødrene Bisp
Brødrene Bisp optræder i den fiktive tv-serie Tannhaüser, der indgik som et fast indslag i tv-programmet Sonny Soufflé Chok Show, der blev produceret af Græsted Film & Fjernsyn og sendt på Danmarks Radios TV i 1986. Brødrene Bisp spilles af Michael Wikke og Steen Rasmussen
I et af Sonny Souffle afsnittene fortæller Thomas Winding historien om hvordan Brødrene Bisp blev til. De var to biskopper, der syntes at de fik gjort for få gode gerninger som biskopper, og derfor anskaffede de en Volvo Amazon og begyndte at køre ud for at hjælpe folk i nød. Når de ikke er ude at hjælpe nødstedte mennesker, hænger de ved pølsevognen "Bjarnes Pølser". Deres motto er: "Spørg ikke hvad folk kan gøre for dig, men hvad du kan gøre for folk".
Brødrene Bisp var meget populære i 1986 og årene efter, og var blandt andet en populær udklædning til karnevalsfester. Kendingsmelodiens omkvæd "voldsom volvo" blev en landeplage, ligesom udtrykkene "Skal du ha' soya i rullen" og "Fuk" udbredte i hele landet.

## Referrencer
1. ↑  Voldsom Volvo: Får grønt lys til at køre på soja. Ekstra Bladet. Hnetet 4/11-2019
2. ↑  Sonny Souffle Chok Show i biffen. Fyens Stiftstidende. Hentet 4/11-2019